# Vincenzo Monti (fumettista)
Vincenzo Monti, all'anagrafe Vincenzino Monti (Milano, 10 giugno 1941 – Milano, 15 febbraio 2002), è stato un fumettista italiano uno dei principali disegnatori della serie western di Tex.

## Biografia
Inizia nel 1967 come assistente nello studio di Giuseppe Montanari per la realizzazione dei disegni a matita del tascabile per adulti Goldrake e il western Alamo Kid, seguito nei primi anni settanta da un altro pocket per adulti pubblicato da Renzo Barbieri, Candida la marchesa. Nel 1970 lavora come matitista per la Arnoldo Mondadori Editore e disegna quindi numerose storie per adulti pubblicate dalla Edifumetto, che saranno per lui un'importante scuola per diventare un professionista del fumetto. Sempre nei primi anni settanta, dopo una breve collaborazione con la Casa Editrice Universo, contribuisce alla realizzazione di Alamo Kid, scritto da Antonio Mancuso e pubblicato sul settimanale Lanciostory.
Dopo la collaborazione a Lanciostory passa stabilmente a lavorare, nel 1973 per la Sergio Bonelli Editore, dove dapprima realizza un episodio di Joselito, per poi entrare a far parte dello staff dei disegnatori di Mister No: il primo albo da lui illustrato è il n. 29, La città misteriosa (ottobre 1977), realizzerà fino al 1980 in tutto dieci albi di questa serie, per dedicarsi alla realizzazione nel 1979 di due episodi di Ken Parker, in coppia con Bruno Marraffa. Disegna nel 1981 anche le undici copertine della miniserie a fumetti Gil creata da Ennio Missaglia. Alla fine degli anni ottanta realizzerà anche quelle della collana TuttoWest. 
Nel 1982 esordì nella testata principale dell'editore, Tex, nella quale esordì nel n. 262 (I predoni rossi), realizzato insieme all'amico e collega Giovanni Ticci, e al quale si ispira per definire il suo stile; da solo porta poi a termine quindi l'episodio Un mondo perduto (numeri 282-283 della serie, aprile 1984), iniziato da Erio Nicolò che era morto prima di concluderlo. Si dedicherà a questa serie fino alla sua morte nel 2002, illustrando come sua ultima avventura l'inizio dell'episodio narrato nell'albo Muddy Creek, n. 519 della serie, terminata da Bruno Brindisi.
Morì a Milano il 15 febbraio 2002, dopo una breve malattia, all'età di sessant'anni. Riposa al cimitero di Bruzzano.